# Anoxia maldesi
Anoxia maldesi är en skalbaggsart som beskrevs av Baraud 1980. Anoxia maldesi ingår i släktet Anoxia och familjen Melolonthidae. Inga underarter finns listade i Catalogue of Life.